# Chiến dịch Mushtarak
Chiến dịch Mushtarak (trong tiếng Dari và tiếng Ả Rập, Mushtarak nghĩa là Cùng Nhau hay Phối hợp) hay Trận Marjah là một cuộc công kích bình định của Lực lượng Trợ giúp An ninh Quốc tế trong khu vực được cho là "vành đai trồng cây thuốc phiện" của Tỉnh Helmand tại miền nam Afghanistan trong Chiến tranh Afghanistan. Các chiến dịch quân sự mở màn ngày 13 tháng 2 năm 2010, và tập trung vào Quận Nad Ali và Quận Lashkar Gah. Thành phần tham chiến gồm Afghanistan và quân từ một số thành viên của Lực lượng Trợ giúp An ninh Quốc tế cộng với các đơn vị Thủy quân Lục chiến Hoa Kỳ và Lục quân Hoa Kỳ.
Mục tiêu chính của cuộc hành quân hiểu theo nghĩa rộng là Marjah (còn viết là Marja hay Marjeh), vốn nằm dưới sự kiểm soát của phiến quân Taliban cũng như các tay buôn bán ma túy trong nhiều năm. Quân Afghanistan được trao nhiệm vụ chính trong các lực lượng trên bộ, bao gồm khoảng 60% số lính. Khoảng 8.000 lực lượng lục quân và 7.000 binh lính hỗ trợ tham chiến khi tính luôn cả quân đội Hoa Kỳ, Anh, và các nước liên minh khác.
Như vậy, đây được xem là cuộc hành quân lớn nhất tại Afghanistan kể từ sau sự sụp đổ của Taliban, chính phủ bị lật đổ ra khỏi Kabul và Kandahar vào tháng 10-12 năm 2001, nhưng những năm sau đó tiến hành cuộc kháng chiến trong cuộc chiến tranh du kích với tên gọi cuộc nổi dậy Taliban. Sự việc này trở nên rõ rệt trong chiến dịch bạo lực trong gia đoạn của cuộc bầu cử tổng thống Afghanistan, 2009.
Chiến dịch chấm dứt 2 năm cai trị của Taliban ở Marjah, khi các trường học, truyền hình và việc cạo râu bị cấm và các nông dân được phép trồng thuốc phiện theo NATO. Theo UNODC, quân nổi dậy Taliban kiếm lợi nhuận khổng lồ từ việc buôn bán ma túy. Tuy nhiên điều này đã bị bác từ phía Taliban và họ đưa ra một lời xác nhận đối nghịch rằng chính CIA là người kiếm lời từ việc buôn bán ma túy. Chính phủ Afghanistan công bố ý định tái mở cửa trường học, khôi phục lại sự tự do dân sự và thi hành lệnh cấm trồng cây thuốc phiện, cách mà chính phủ Afghanistan đã liên tục thất bại ở các khu vực khác của đất nước dưới sự kiểm soát của mình.